# 윤이나 (1988년)
윤이나(1988년 12월 3일 ~ )는 대한민국의 전 체조선수 겸 배우이다. 2006년 걸그룹 아이린의 멤버로 데뷔해 2006년 드라마 《웃는 얼굴로 돌아보라》로 배우로 활동을 시작했다.

## 학력
- 경희대학교 연극영화학 학사

## 주요 출연작

### 영화
- 《폐가》- 미진 역 (2010년)

### TV 드라마
- KBS2 《웃는 얼굴로 돌아보라》(2006년)
- MBC 《궁》 (2006년)
- KBS2 《일단 뛰어》 (2006년)
- KBS2《최강! 울엄마》 (2007년)
- SBS《뿌리깊은 나무》 - 견적희 역 (2011년)
- JTBC 《무정도시》- 서윤경 경위 역 (2013년)

### 공연
- 연극《스탑키스》 (SFPF 참가작) - 혜연 역 (2009년)
- 뮤지컬 《한여름 밤의 꿈》 - 요정 역 (2009년)
- 뮤지컬 《진짜 진짜 좋아해》- 정주희 역 (2010년)
- 연극 《그와 그녀의 목요일》- 어린 연옥 역 (2014년)

### 뮤직비디오
- 하동균 《그녀를 사랑해줘요》(2006년)
- 백지영 《사랑은 아름답습니다(사랑안해2)》(2006년)